# As We See It
As We See It, ou As We See It : Le Monde dans nos yeux au Québec, est une série télévisée américaine en huit épisodes d'environ 33 minutes créée par Jason Katims, basée sur la série israélienne On the Spectrum de Dana Idisis et Yuval Shafferman, et mise en ligne le 21 janvier 2022 sur Prime Video.

## Synopsis
Trois colocataires autistes, Jack, Harrison et Violet sous la supervision de leur éducatrice Mandy, s'efforcent d'obtenir et de conserver un emploi, de se faire des amis, de tomber amoureux et de naviguer dans un monde qui leur échappe…

## Distribution
Sauf indication contraire, les informations mentionnées dans cette section peuvent être confirmées par les bases de données cinématographiques IMDb et Allociné,  présentes dans la section « Liens externes ».
- Rick Glassman (VF : Thibaut Lacour) : Jack Hoffman
- Albert Rutecki (VF : Laurent Gris) : Harrison Dietrich
- Sue Ann Pien (VF : Claire Baradat) : Violet Wu
- Sosie Bacon (VF : Julia Boutteville) : Mandy
- Chris Pang (en) (VF : Julien Allouf) : Van Wu, le frère de Violet
- Joe Mantegna (VF : Hervé Jolly) : Lou Hoffman, le père de Jack
- Omar Maskati : Joel, le petit-ami de Mandy
- Délé Ogundiran : Ewatomi Kokumo, l'infirmière de Lou et petite-amie de Jack
- Vella Lovell : Salena, la petite-amie de Van

 Source et légende : version française (VF) sur RS Doublage

## Production
Le 20 octobre 2022, la série est annulée.

## Épisodes
1. Pilote (Pilot)
2. Ne pas dire ça, ne pas faire ça (I Apologize for My Words and Actions)
3. Quand Violet rencontre Douglas (When Violet Met Douglas)
4. Le Violetini (The Violetini)
5. Tu connais les bonbons au cannabis ? (Ever Had an Edible?)
6. J'emmerde ma peur ! (Fear Is My Bitch)
7. Sentiment d'exclusion (Outed)
8. Ne t'en va pas (Please Don't Leave)